# Al-Fajda
Al-Fajda (arab. الفيضة) – wieś w Syrii, w muhafazie Hama. W 2004 roku liczyła 240 mieszkańców.